# کالسی
کالسی (به لاتین: Kalesi) یک منطقهٔ مسکونی در استونی است که در دهستان راسیکو واقع شده‌است.